# William Courtenay (Earl de Devon)
William "Kitty" Courtenay, noveno conde de Devon nació en el año 1768 y falleció el 26 de mayo de 1835. Fue el hijo menor de William Courtenay, octavo Jarl de Devon y de su esposa Frances Clack. Fue bautizado el 30 de agosto de 1768.
Tuvo un total ocho hermanas y era llamado Kitty por su familia y amigos. A la edad de 10 años conoció a William Beckford y éste se enamoró de él. También fue amante de Lord Byron.
Obtuvo el título de tercer Vizconde Courtenay de Powderham, y en 1831 noveno Jarl de Devon, un título que estaba inactivo desde el año 1556.
Añadió una nueva sala de música en el Castillo Powderham, diseñada por el arquitecto James Wyatt, en la que se incluía una alfombra realizada por la reciente creada Axminster Carpet Company.
Nunca se casó debido a su orientación sexual, ni tampoco se conoce que haya tenido hijos. Falleció a la edad de 66 años por causas naturales en París, Francia; y fue enterrado en el Castillo Powderham, en Devon, Inglaterra.
- Datos: Q7608216
- Multimedia: William Courtenay, 9th Earl of Devon / Q7608216